# Julie von Nordenpflycht
Julie von Nordenpflycht, född 14 april 1786 i Minden, död 10 juli 1842 i Aten, var en tysk friherrinna och grekisk hovfunktionär.

## Biografi
von Nordenpflycht föddes som dotter till krigs- och domänrådet Ernst August von Nordenflycht och Johanna von der Beck, samt sondotter till Anders Nordenflycht, liksom släkting med Hedvig Charlotta Nordenflycht.
Hon var hovdam hos Greklands drottning Amalia av Oldenburg 1836–1842. Hon var känd i Grekland som "drottningens amma" och utövade ett stort inflytande över drottningen till sin död, varefter hon efterträddes som drottningens förtrogna av Wilhelmine von Plüskow. Hon efterlämnade brev som beskriver livet vid hovet.
Christiane Lüth beskrev henne då hon var ansvarig för att hjälpa henne finna sig tillrätta då hon flyttade till Aten 1839: 
"Frøken von Nordenpflycht var utrættelig i at hjælpe paa sin Vis og gøre mig bekendt med tyske Damer og afhente mig til Køreture, saaledes at jeg fik set mig godt om og orienteret i Omegn som i Gaderne. Det mindst behagelige var at man paa Tjenersædet altid havde en tysk Lakaj, der hørte hvert Ord, der blev sagt; thi hele det tjenende Personale ved Hoffet var med faa Undtagelser tysk. Der var uendelig meget Sladder, da Dronningen interesserede sig for de største betydeligheder, saa at alt, hvad der gennem Lakajer, Kammerjomfruer og Garderobepiger kunde bringes hende, var „gefundenes Fressen“. Dette fandt jeg jo ikke passende for en saa højt staaende og „højt begavet“ Dame. Men chacun son goût."